# Адзьва-Вом (лагпункт)
Адзьва-Вом — перевалочно-пересыльный пункт заключённых, входивший в состав Ухтпечлага (позднее — Воркутлага), действовавший с начала 1930-х годов до лета 1943 года. Располагался на территории современного села Адзьвавом.
Первые упоминания перевалочной базы Адзьва-Вом относятся к 1931 году. По официальным данным численность заключённых колебалась от 912 (на начало 1933 года) до 430 (в 1941 году). В связи с запуском Северо-Печорской железной дороги в 1941—1942 году, необходимость в перевалочной базе на реке Адзьве понизилась, и лагпункт был переведён в «инвалидный», а к лету 1943 году упразднён.